# Michael Mathieu
Michael Mathieu (Freeport, 24 de junho de 1984) é um velocista e campeão olímpico bahamense.
Sua primeira conquista internacional como adulto foi nos Jogos Pan-Americanos de 2007, no Rio de Janeiro, onde integrou o revezamento 4x400 m das Bahamas que ganhou a medalha de ouro na prova. No mês seguinte, foi medalha de prata no Mundial de Osaka. Em Pequim 2008, Mathieu também foi medalha de prata também no revezamento. Tornou-se campeão olímpico em Londres 2012, no 4x400 m junto com Chris Brown, Demetrius Pinder e Ramon Miller.